# Piščanka
Piščanka (in ucraino Піщанський?) è un centro abitato dell'Ucraina, situato nel distretto di Tul'čyn, nell'oblast' di Vinnycja.